# Tanimbarlijster
De tanimbarlijster (Geokichla schistacea; synoniem: Zoothera schistacea) is een zangvogel uit de familie Turdidae (lijsters). De vogel werd in 1884 door Adolf Bernard Meyer geldig beschreven. Het is een voor uitsterven gevoelige vogelsoort van de Indonesische Tanimbar-eilanden.

## Kenmerken
De vogel is 16 tot 17 cm lang. Het verenkleed is een ingewikkeld patroon van zwart, grijs en wit. Rond het oog, op de kin en borst is de vogel zwart. Dit zwart gaat op de buik over in zwarte stippels op witte achtergrond. De poten zijn licht vleeskleurig tot geelachtig. Van boven is de vogel donkergrijs met op de vleugels een dubbele witte vleugelstreep. De kruin is ook donkergrijs, met daaronder een lange, lichte wenkbrauwstreep, daaronder een zwarte oogstreep en een witte vlek op de wangen en rond de oren. De snavel is zwart.

## Verspreiding en leefgebied
Deze soort is endemisch op de eilanden Larat en Yamdena, behorend tot de Tanimbar-eilanden (Indonesië). Het leefgebied is dichte vegetatie in de buurt van waterlopen door tropisch regenbos in het laagland.

## Status
De tanimbarlijster heeft een beperkt verspreidingsgebied en daardoor is de kans op uitsterven aanwezig. De grootte van de populatie is niet gekwantificeerd, maar duidelijk is dat de populatie-aantallen afnemen door habitatverlies. Het leefgebied wordt aangetast door ontbossing, vooral in het zuiden van het eiland Yamdena, waarbij natuurlijk bos wordt omgezet in gebied voor agrarisch gebruik. Om deze redenen staat deze soort als gevoelig op de Rode Lijst van de IUCN.